# Alexandre Bourmeyster

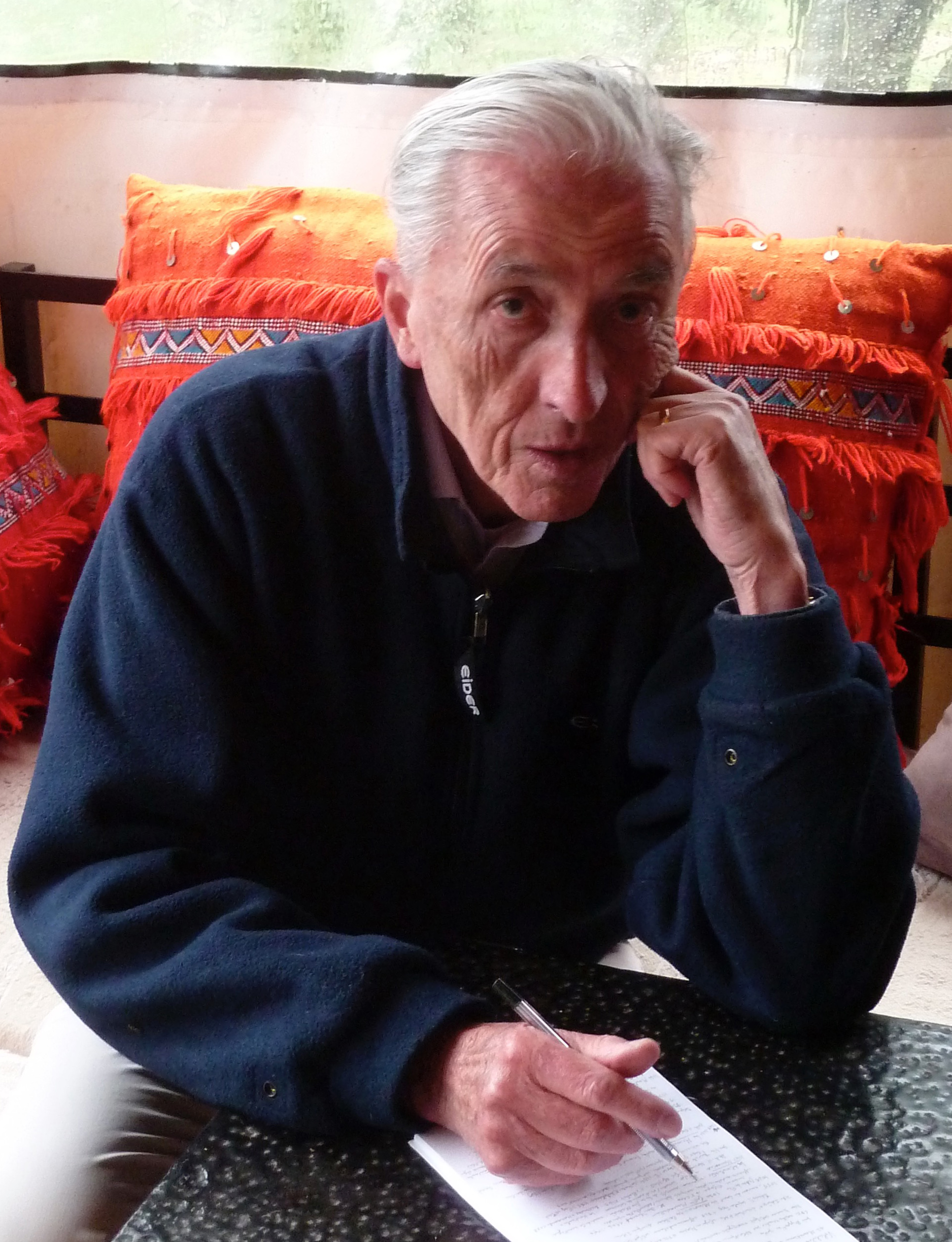
Alexandre Bourmeyster

Alexandre Bourmeyster, né le 6 mars 1930 à Vaulx-en-Velin et mort le 4 janvier 2024 à Grenoble, est professeur émérite d'Études Slaves de l’Université Stendhal Grenoble 3. Il a rédigé de nombreux ouvrages et publications sur l’analyse du discours politique soviétique, sur l'hégélianisme en Russie, sur la Révolution des Lumières et la contre-révolution bolchevique.

## Enfance
Fils d’émigrés russes, Alexandre (Sacha) Bourmeyster est né le 6 mars 1930 dans la banlieue de Lyon, à Vaulx-en-Velin, une cité ouvrière, auprès d’une usine de textiles artificiels où travaillait son père, réfugié en France après la révolution russe de 1917. Du côté paternel, il appartient à la lignée des von Buhrmeister, des Allemands de la Baltique, des militaires haut gradés, au service des tsars après l’annexion des Pays baltes par Pierre le Grand. Du côté maternel, son grand-père Alexandre Evreinov était gouverneur de la province de Penza au moment de la révolution. Sacha (Alexandre) est bilingue, russe et français. Il a acquis une double identité, une double culture par les traditions familiales russes, d’une part, et l’éducation française, de l’école primaire à l’Université, d’autre part.

## Relation avec Yatridès
Enfant de la guerre, il contracte la tuberculose et effectue deux séjours en sanatorium, en 1946-47 et en 1952-53. C’est au cours de ce deuxième séjour, au sana des étudiants de Saint-Hilaire-du-Touvet, qu’il fait la connaissance de Georges Yatridès, logé dans la chambre voisine. Une amitié fondée sur les mêmes intérêts et les mêmes goûts s’établit vite entre le Russe et le Grec, coulés dans la même civilisation en France. Sacha a un talent inné de dessinateur, il a même hésité étant jeune entre les bandes dessinées et les études universitaires; aussi est-il subjugué par les ambitions picturales de Georges Yatridès qui s’affirme d’emblée comme un novateur désireux de reconquérir un espace figuratif anéanti par les audaces d’une avant-garde nihiliste. Coloriste et graphiste, sur les traces laissées par Van Gogh, Gauguin, Les Fauves, il s’emploie à révéler l’inexprimable, ce que la représentation classique n’avait su réaliser. Les discussions passionnées qui portaient sur des ébauches, des esquisses ou des œuvres déjà achevées, se prolongent bien au-delà du séjour à Saint-Hilaire et renforcent les liens d’amitié.
Entre Grenoble et Lyon, les relations d’amitié entre Georges Yatridès le peintre et Sacha Bourmeyster l’universitaire se sont prolongées et concrétisées dans de nombreuses rencontres privées, des manifestations publiques, des publications, des préfaces à des catalogues d’exposition, des articles consacrés à l’œuvre même de Yatridès, publiés dans des revues d’Art, des catalogues, dont Yatridès, Rétrospectives 1945-1978, des essais dont Yatridès, monolithes 1957 - Kubrick 1968, les Icônes interstellaires ou Yatridès et la Bible. Dans Yatridès, monolithes 1957 - Kubrick 1968, les Icônes interstellaires, Bourmeyster démontre l'antériorité sur le fond et la forme de la Plaque de Yatridès par rapport à celle utilisée dans l'œuvre de Kubrick, 2001 l'Odyssée de l'espace.
En 2012, Bourmeyster modifie et radicalise sa vision sur l'antériorité de la Plaque de Yatridès utilisée dans l'œuvre de Kubrick, 2001 l'Odyssée de l'espace. Il affine et oppose plus nettement l'inspiration de Yatridès à celle de Clarke-Kubrick. Il décrit son opinion dans un ouvrage intitulé Yatridès, la Plaque, la Bible et la Sphère.
Mais l’ouvrage fondamental reste le livre Georges Yatridès et son siècle, l’anti-Picasso, ISBN n° 2-9507049-1-3, Dépôt légal Mars 1994 ; il est paru en 1994, mais a mûri au cours des années 1980. Les deux amis se connaissaient trop, étaient trop imprégnés par leurs échanges, pour pouvoir aborder spontanément en profondeur et en toute objectivité l’œuvre d’un Maître; ils tournaient en rond, incapables de s’arracher à une attraction mutuelle. Il a fallu ruser. Sacha proposa cette tâche à deux étudiantes en fin d’études, « informatique et communication ». Bien que décevant, leur travail permit aux deux « complices » de prendre leur distance à l’égard de Yatridès, l’ « objet » de leur recherche, et à Sacha de rédiger en toute indépendance un essai dans lequel le peintre se reconnaissait pleinement.
En décembre 2012, fidèle à une promesse faite à Yatridès, Bourmeyster lui offre une "métaphore" de sa destinée de peintre, Le Troisième Faust, une tragédie en 8 actes et 27 scènes. Cet ouvrage attend encore un éditeur ou un metteur en scène.

## Parcours universitaire
Pendant que Georges Yatridès compose et crée à Grenoble, sa ville natale, ou voyage à travers le monde, Bourmeyster poursuit ses études universitaires à Lyon, puis à Paris et s’engage dans une thèse de doctorat d’État sur « l’hégélianisme en Russie ». Ce sujet lui permet d’appréhender une troisième culture, la pensée germanique, nourrie de philosophie et de littérature, puis d’éclairer une problématique russe, une quête d’identité que motivent les profonds bouleversements causés par la « révolution par le haut », l’européanisation de la Russie, entreprise depuis Pierre le Grand.
En mars 1972, il soutient à la Sorbonne sa thèse de doctorat d’État « Stankevitch et l’idéalisme humanitaire des années 1830 ». (voir service de reproduction, 1974)

## Carrière
Entretemps, il a passé l’agrégation de russe, a enseigné le russe dans le secondaire à Grenoble, à Lille et à Lyon, puis la littérature comparée à l’Université de Lyon, au temps de la révolution étudiante de 1968 : le romantisme allemand était son domaine privilégié.
À la rentrée de 1973, il devient professeur de russe, directeur du Département de langues slaves à l’Université Stendhal de Grenoble.
En 1974, il publie 35 articulets sur des écrivains russes du XIXe et XXe siècles dans Encyclopædia Universalis.
En décembre 1975, il est l’organisateur d’un colloque international sur le 150e anniversaire du soulèvement des décembristes, à l’Institut d’études slaves à Paris, Recueil Origine et héritage du mouvement des Décembristes, Paris 1980, avec sa propre communication : « Le 1er décembre 1825, Réalité et fabulations ».

## Colloques et Revues
Puis nombreuses publications consacrées au XIXe siècle
- 1977 - « Le jeune Bakounine, premiers combats », Colloque international sur Bakounine, Institut d’études slaves à Paris.
- 1978 - « Les hommes de trop, les types littéraires », Canadian-American Slavic Studies, vol.14, no 2, summer 1980
- 1981 - « Rousseau et Dostoïevski, Confession et anti-confession », Actes du Colloque international de Nice: Rousseau et Voltaire en 1978 Editions Slatkine, Genève-Paris, 1981
- 1979 - « Critique littéraire et critique sociologique, la place d’Apollon Grigoriev », Séminaire de Bergamo, Méthodologie littéraire.
- 1980 - « Tchékhov et les droits de l’homme », revue Silex, no 16, 1980
- 1980 - « Dostoïevski et la peine de mort », Colloque sur la peine de mort », Paris
- 1980 - « Berlioz et la Russie », Colloque international sur Berlioz, Grenoble, Actes du colloque
- 1980 - « Les héritiers russes de Berlioz », revue Silex, no 18, 1980
- 1981 - « Tchaadaev, Négation dialectique et nihilisme », Colloque international sur Tchaadaev, Institut d’études slaves à Paris, 1980
- 1981 - « Tourgueniev et la France à travers son roman Fumée », Cahiers Ivan Tourgueniev, 1982.
- 1987 - « Les Ljubomudry, culture classique et culture pseudo-classique », Colloque franco-italien, Romantisme russe et littérature néo-latine, Le Lettere – Firenze, 1987
- 1994 - « Поэтика Гончарова: бесстрастие или насмешливость?» Ivan A. Goncarov, Leben, Werk und Wirkung. Internationalen Goncarov-Konferenz, Bamberg, Böhlau Verlag, 1994
- 1994 - « La Correspondance d'un coin à l'autre: dialogue ou représentation? », Un maître de sagesse au XXs., Vjaceslav Ivanov et son temps, Cahiers du monde russe, vol. XXXV, 1994.
- 2000 - « О построении Крейцеревой сонаты» Яснополянский Сборник, Тула, 2000
- 1861-2011, Réflexions su l'abolition du servage en Russie, sous la direction d'Alexandre Bourmeyster, Sur Internet, site ILCEA.Revues;org, 1er février 2013:

Parallèlement à ces études sur le XIXe siècle russe, Alexandre Bourmeyster collabore pour la partie philosophique, à l’Annuaire de l’URSS, Droit, Économie, Sociologie, Politique, Culture, Editions du CNRS et rédige des articles annuels :
- « Matérialisme dialectique et logique de la recherche scientifique », 1966
- « Logique dialectique et formalisation des connaissances », 1967
- « Le problème de l’homme et critique de l’existentialisme », 1968
- « Révolution culturelle ou technologique et scientifique? », 1969
- « La société soviétique en mutation, intelligentsia et jeunesse », 1970
- « Dostoïevski et la critique soviétique contemporaine », 1971
- « Les classes sociales en URSS » Le monde diplomatique, mars 1970

Depuis 1976, il dirige le Centre d’Études Slaves Contemporaines (CESC) à l’Université de Grenoble. Inspiré par les travaux de A.J. Greimas, il se consacre à l’analyse sémiologique du discours politique soviétique, conteste le terme journalistique « langue de bois », dans une publication annuelle Essais sur le discours soviétique (1981-1991), puis Essais sur le discours de l’Europe éclatée (1992-2004). Cette analyse permet de débusquer les falsifications dont s’est entouré pendant des décennies le régime soviétique, afin de légitimer la pseudo révolution d’Octobre : Analyse sémiologique de la constitution soviétique : Utopie, idéologie, skaz, discours politique soviétique, programme narratif, etc.
Au cours de missions, d’invitations en Pologne, Tchécoslovaquie, Hongrie il établit un réseau de relations avec des collègues, analystes sémio-linguistes du même phénomène que lui et prépare à leur intention un colloque à Grenoble. La chute du mur de Berlin précipite les événements et transforme un colloque envisagé de dimension modeste en un Forum international, le premier grand Colloque qui réunit sous le signe de la francophonie des universitaires de tous les pays de « l’autre Europe » et des universitaires occidentaux. 31 janvier-2 février 1990.
Avec le CESC et l’Institut d’études politiques de Grenoble (IEPG) où il enseigne depuis les années 1980, il organise, dans le même esprit, un autre colloque international ‘’’Post-communisme et démocratie’’’, 27–29 janvier 1993.
Dans de nombreux articles publiés dans diverses revues spécialisées, Alexandre Bourmeyster s’astreint désormais à démontrer que la « Révolution d’Octobre » n’était pas une révolution socialiste destinée à dépasser les revendications politiques « formelles » d’une révolution bourgeoise, mais une contre-révolution populiste qui anéantissait non seulement les fondements traditionnels de la Russie tsariste, mais exterminait toutes les espérances démocratiques.

## Sémiologie et linguistique
- « Le discours de la critique littéraire eu URSS à l’heure de la perestroïka », Université de Regensburg (RFA), Littératures russe et soviétique, Actes du colloque, 1989
- « Perestroika et nouvelles formes d’écriture du discours soviétique », Mots, les langages du politique, no 21, 1989, Presses de la Fondation nationale des Sciences politiques
- « L’énonciation en tant qu’usurpation discursive », Revue d’études slave, LXII, 1990
- " Construction et déconstruction par le mensonge, approche sémiologique". Fabrique du Soviétique, la Revue russe, no 39, Institut d'études slaves, Paris, 2013

## Religion et politique
- « Le croyant dans le discours de l’athéisme scientifique », Le Christianisme russe, Cahiers du monde russe et soviétique, vol. XXIX, 1988
- « L’émigration russe : un pont entre l’Est et l’Ouest ? », Chemins de réconciliation en Europe, Opole 2007, Sanctuaire de Notre Dame de la Salette.
- « La réconciliation entre le Patriarcat de Moscou et le Synode de l’Église orthodoxe russe hors frontières », analyse sémantique de 80 ans de conflits, La société russe, faits de langue et discours, Editions universitaires de Dijon, 2009
- « L’Église orthodoxe russe et sa conception des droits de l’homme », ENS, Lyon, juin 2009, Institut Européen Est-Ouest
- « Khomiakov et le problème de la séparation de l’Église de l’État. », ENS, Lyon, juin 2010, Institut Européen Est-Ouest
- " Narod et narodnost' dans la correspondance entre Belinski et Gogol". ENS, Lyon, juin 2011, Institut Européen Est-Ouest
- " L'émigré russe des "années folles" à Paris, dans l'œuvre de Joseph Kessel". Figures de l'émigré russe en France aux XIXe et XXe siècles, fiction et réalité. Editions Rodopi B.V., Amsterdam-New York, NY 2012

## Histoire et politique
- « Révolution française, Révolution russe et perestroïka », Les Slaves & la Révolution française, Revue d’Études Slaves LXI 1988
- « Perestroika as Revolution or Normalisation », Harrogate IV World Congress for Soviet and East European Studies 1990
- « Révolution et contre-révolution au pays des droits de l’homme et dans la patrie du socialisme », Trois siècles de relations franco-russes, L’ours et le coq, Sorbonne nouvelle, 2000
- « Octobre 17, une utopie ou une illusion ? », Chroniques slaves Lumières, messianisme, révolution, no 1 CESC Grenoble III. 2000
- « Révolution des Lumières et contre-révolution bolchevique », La Revue russe, no 20, Institut d’Études Slaves, Paris, 2001.
- « Repenser Octobre 17, la phraséologie marxiste, une prison du langage », La société russe, faits de langue et discours, Editions universitaires de Dijon, 2009
- « Enquête auprès des étudiants de Tyumen : leur opinion sur le passé, le présent et l’avenir de la Russie », Chemins de réconciliation en Europe, Sanctuaire de Notre Dame de la Salette, 2009
- « Matérialisme dialectique et acquis scientifiques du XXe s.», (les débats des années 1960 véhiculés par Voprosy Filosofii), ENS Lyon, décembre 2008 à paraître
- « Les discours sur l'Histoire dans la Russie poutinienne », Chroniques slaves, Le XXe siècle revisité, no 5, CESC Grenoble III, 2009
- « Glorification du peuple et éducation du travailleur dans les discours du Secrétaire général du PCUS », ENS Lyon, décembre 2009, à paraître

Quelles « forces obscures » ont-elles empêché la Russie d’accéder à l’État de droit, à une société civile de type occidental? Pour avoir traité Lénine de  "contrerévolutionnaire », à Moscou, c'est en Sibérie qu'il a trouvé des revues pour accueillir ses articles et des ressources pour publier en 2010,
Духовность и просвещение у истоков русского самопознания, Spiritualité et Lumières aux sources de l’identité russe Тюмень, ТюмГАСУ, 2010, un ouvrage fondamental qui parachève un demi-siècle de travaux, marqué par la thèse de doctorat d’État en 1972 et ensuite par deux ouvrages :
- L’Idée russe entre Lumières et spiritualité sous le règne de Nicolas 1er, Ellug 2001.
- L’Europe au regard des intellectuels russes, éditions Privat, 2001

## Articles en russe
- « Советский язык или советский сказ?» Европа Тюменский гос.универитет, 2003
- « Просветительская революуия сверху и большевитская конрреволюция» Европа Тюменский гос.универитет, 2004
- « Новый антиолигархический дискурс в России » (Ходорковский) Европа Тюменский гос.универитет, 2005
- « Октябрь 17-го, утопия или иллюзия?» Европа Тюменский гос.универитет, 2006
- « Русская зарубежная православная церковь и Московский патриархат» Европа Тюменский гос.универитет, 2007
- « Преступление и наказание: общественное мнение во Франции по поводу нападения Грузии на Южную Осетию » Европа Тюменский гос.универитет, 2008
- « Образование и самопознание» Социум и власть, Челябинский институт ФГОУ ВПО no 4 2006
- « Просвешение и духовность у истоков  русского самопознйния» (выборные места) Социум и власть, Челябинский институт ФГОУ ВПО no 3 и no 4, 2007
- « Иссык-Кульский форум, Новое мышление и « «Приглашение» Клода Симона». Социум и власть, Челябинский институт ФГОУ ВПО no 2 и no 3 2009
- « Проект ТюмГасу (Россия)–Гренобльский Университет им.Стендаля (Франция) Социологический опрос сиудентов г. Тюмени: мнение о прошлом, настоящем и будущем России.» Сборник материалов 1 Всероссийской научно-технической конференции. 12-13 декабря 2008.Тюмень 2009
- « Романовы, революция сверху и контрреволюция" Сборник Судьбы Романовых в судьбе Сибири, Челябинск 2011
- " Русский эмигрант в парижские "безумные годы", в творчестве Жозефа Кесселя". Европа Тюменский гос.универитет, 2012

Depuis le colloque à Paris, commémorant en 2011, l'émancipation des serfs en Russie en 1861, avec la collaboration d'historiens russes, (ILCEA no 17, 2013, 1861-2011, Réflexions sur l'abolition du servage en Russie, site ILCEA, Revues.org. 1er février 2013) d'étroites relations s'établissent avec l'Institut d'Histoire Russe de l'Académie des Sciences de Moscou: commémoration à Moscou en octobre 2012, de la campagne de Napoléon en Russie, en 1812, et, actuellement, préparation d'un programme franco-russe concernant la guerre 1914-18.
En 2005, au colloque de Mayence sur l’émigration russe, Alexandre Bourmeyster utilise les archives militaires de son père dans sa communication : « L’émigration militaire russe, une Armée victime d’un sortilège », «Русская Военная эмиграция. Заколдованное Войско», Russische Emigration im 20. Jahrhundert, Literatur-Sprache-Kultur 2005 Verlag, Otto Sagner.
Cette communication intéresse des collègues russes de Tioumen. Alexandre Bourmeyster leur permet d’accéder à ces archives. Il en résulte la publication d’une Histoire du premier régiment d’artillerie de la Garde restée en manuscrit dont l’auteur est son père, ainsi que des souvenirs du Corps des Pages de la Cour du Tsar.
- Николай фон Бурмейстер Лейб-Гвардии Бомбардирская рота 1683-1933,
- Союз Пажей, Воспоминания о Пажеском корпусе и документы, автор-составитель, профессор В.А. Апрелева.
- À paraître : Nicolas II dans les souvenirs de ses officiers de la Garde